# Вонг, Эдвард
Эдвард Вонг (англ. Edward Wong; род. 14 ноября 1972, Вашингтон, США) — журналист. Дипломатический корреспондент газеты The New York Times.

## Ранний период жизни и образование
Родился 14 ноября 1972 года в Вашингтоне. Вырос в Алегзандрии, штат Виргиния. В 1994 году с отличием окончил Виргинский университет, получив степень бакалавра искусств в области английской литературы. В 1999 году получил степень магистра журналистики и магистра международных и региональных исследований в Калифорнийском университете в Беркли. Изучал севернокитайский язык в Пекинском университете языка и культуры, Тайваньском университете и Миддлберийском колледже.

## Карьера
В октябре 1999 года присоединился к газете The New York Times. В течение четырёх лет работал в отделах метро, спорта и бизнеса. С ноября 2003 по 2007 год освещал Иракскую войну. С 2008 по 2016 год вёл репортажи из Китая. Был главой пекинского бюро NYT. Преподавал международную журналистику, будучи приглашённым профессором в Принстонском университете и Калифорнийском университете в Беркли. Был стипендиатом Нимана в Гарвардском университете.
В 2006 году, будучи репортёром NYT, получил Премию Ливингстон в категории «Мастерство в международном репортаже» за освещение Иракской войны. Был членом группы NYT, ставшей финалистом Пулитцеровской премии за международный репортаж.